# Полини (география)
Полини (ед.ч. полиня) са пространстве незамръзнала вода в река, езеро или море. Полините се образуват в реките, на места с бързо течение, в зоните на извори на грунтови води, в язовирите, в близост на преградните им стени, в места на заустване на топли води от промишлени предприятия, при изтичането на реки и езера или при раздвижване на ледовете по повърхността на морските басейни. За последните е характерно, че полините се образуват главно под въздействието на вятъра, който премества плаващите ледени блокове, и то предимно в близост до брега, където дълбочината е по-малка и температурата на водата по-висока. Терминът е с руски произход и е възприет под същото название в повечето от страните по света.